# 라이디히세포종양

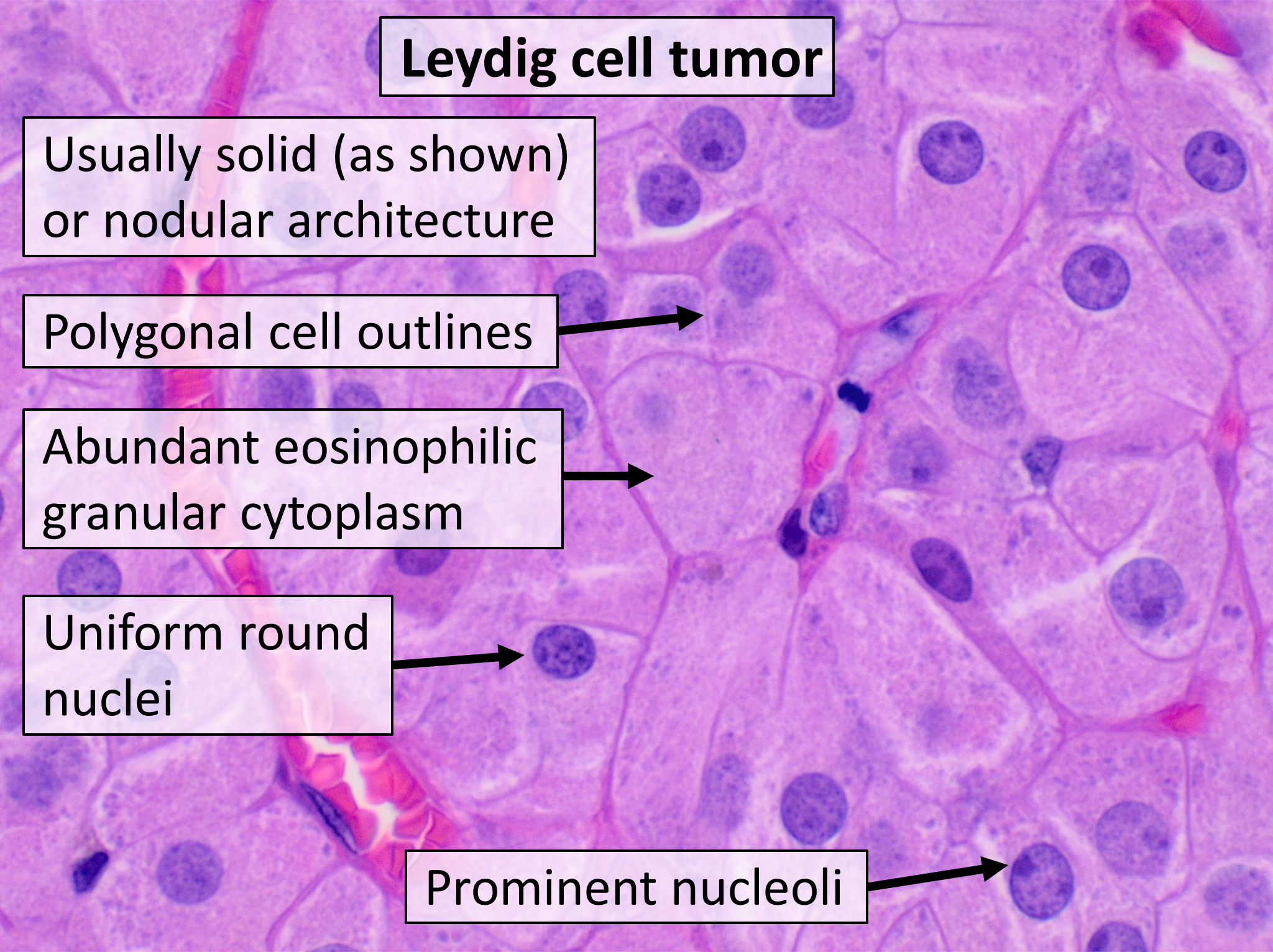

라이디히세포종양(Leydig cell tumour)은 난소암 및 고환암의 성삭기질종양 그룹의 일부이다. 이 종양은 라이디히 세포에서 발생한다. 이 종양은 모든 연령에서 발생할 수 있지만 젊은 성인에서 가장 자주 발생한다.
세르톨리라이디히세포종양(Sertoli–Leydig cell tumour)은 라이디히세포종양과 세르톨리 세포 기원의 세르톨리세포종양의 조합이다.

## 같이 보기
- 세르톨리세포종양
- 세르톨리라이디히세포종양